# El Vellón
El Vellón é um município da Espanha na província e comunidade autónoma de Madrid, de área 34,14 km² com população de 1304 habitantes (2006) e densidade populacional de 36,49 hab/km².

## Demografia
| Variação demográfica do município entre 1991 e 2004 | Variação demográfica do município entre 1991 e 2004 | Variação demográfica do município entre 1991 e 2004 | Variação demográfica do município entre 1991 e 2004 |
| --------------------------------------------------- | --------------------------------------------------- | --------------------------------------------------- | --------------------------------------------------- |
| 1991                                                | 1996                                                | 2001                                                | 2004                                                |
| 900                                                 | 1045                                                | 1103                                                | 1252                                                |